# Fovea centralis
Die Fovea centralis (lateinisch für „mittige Grube“) oder Sehgrube, eine im Zentrum des sogenannten Gelben Flecks (Macula lutea) gelegene Einsenkung der Netzhaut (Retina), ist der Bereich des schärfsten Sehens bei Säugetieren. 

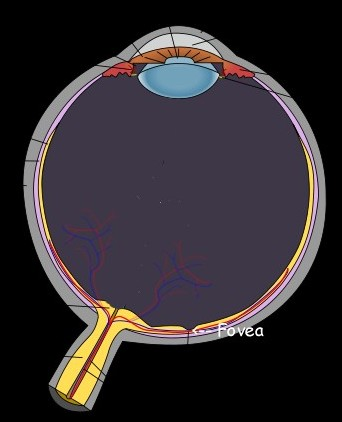
Querschnitt-Schema durch das rechte Auge mit der Fovea

Die Fovea centralis des erwachsenen Menschen hat einen Durchmesser von circa 1,5 mm und liegt etwa 4 mm schläfenwärts der Sehnervenpapille (Discus nervi optici) beziehungsweise 5° temporal der anatomischen Achse des Auges. Dieser Bereich der Retina enthält keine Stäbchen zum Dämmerungssehen, sondern ausschließlich Zapfen als Lichtrezeptoren zur Farbwahrnehmung, die hier dicht gepackt zu etwa 147.000 pro mm² vorliegen, während die Dichte der insgesamt 3,3 bis 7 Millionen Zapfen in der peripheren Netzhaut bei etwa 5.000 pro mm² liegt (die der Stäbchen bei über 35.000/mm²). Die Zapfenzellen der Fovea sind besonders schlank gebaut und hier in einem regelmäßigen Mosaik eng angeordnet. Es sind überwiegend M-Zapfen für den grünen Bereich des sichtbaren Lichts und L-Zapfen für den roten Bereich. In der Mitte der Fovea, der beim Menschen circa 0,33 mm durchmessenden Foveola, sind nur noch M- und L-Zapfen vorhanden, jedoch keine S-Zapfen (für den blauen Bereich) vertreten.
Die Foveola (lateinisch für „Grübchen“) ist der Bezugspunkt der relativen Lokalisation, sie stellt die subjektive Mitte und den okulomotorischen Nullpunkt dar und repräsentiert zugleich die Hauptsehrichtung „geradeaus“.
Durch Körper-, Kopf- und Augenbewegungen wird ein interessantes Objekt in der Regel so in den Blick genommen und vom Auge fixiert, dass die projizierten Abbildungen der visuell genauer zu erfassenden Anteile des Objekts nacheinander in der Sehgrube zu liegen kommen (siehe Abbildung unter peripheres Sehen). Aufgrund fehlender Stäbchenzellen in der Fovea centralis und der damit verbundenen Unfähigkeit, bei schlechten Lichtverhältnissen feinere Strukturen wahrzunehmen, fällt es beispielsweise schwer, bei fortgeschrittener Dämmerung einen Text zu lesen. Mit zunehmender Dunkelheit können dann auch die weniger hellen Sterne gesehen, jedoch nicht farbig erkannt werden; nach dem Übergang vom photopischen zum skotopischen Sehen fallen lichtschwache Sterne eher auf, wenn man nun knapp an ihnen vorbei schaut.

Im Zentrum der Zonen von Perifovea und Parafovea der Macula lutea liegt das Netzhautareal der Fovea centralis mit der Foveola als Mitte.

Im zentralen Bereich der Fovea ist die neuronale Verschaltung so, dass einer jeden Photorezeptorzelle eine Bipolarzelle und dieser je eine retinale Ganglienzelle zugeordnet ist, also im Verhältnis 1:1:1 ohne Konvergenz. Das rezeptive Feld einer Ganglienzelle im fovealen System ist damit minimal. Dadurch wird in der Fovea centralis das höchste Auflösungsvermögen und somit die größte Sehschärfe (Visus) erreicht. Die übrigen (extrafovealen) Areale der Netzhaut dienen dem peripheren Sehen. In diesem System sind jeweils viele Rezeptoren über mehrere bipolare Zellen auf eine Ganglienzelle verschaltet. Infolge der starken Konvergenz ist die Lichtempfindlichkeit höher, doch die Auflösung geringer. Diese Zusammenschaltung liefert so einen unscharfen Gesamteindruck, in dem Objekte weniger durch ihre Umrisse als durch Bewegung auffallen.
Die eigentlichen Bilder des Sehens entstehen weder allein auf der Netzhaut noch in umschriebenen visuellen Zentren des Gehirns. Erst zusammen mit gewonnenen Erinnerungsbildern und damit verknüpften Assoziationen können die vielen einzelnen Seheindrücke beider Systeme verzögerungsfrei zu einer kohärenten Wahrnehmung verarbeitet werden.